# Hranatá bašta (České Budějovice)
Hranatá bašta je původně gotická věž vnější hradby městského opevnění Českých Budějovic, jedna ze dvou dochovaných.

## Hradební věž
Parkánová zeď, jíž byla bašta součástí, vznikala pravděpodobně ve 14.–15. století. Podle vedut ze 17. a 18. století šlo o nezastřešenou pravoúhlou baštu, která byla dovnitř parkánu otevřená. Sloužila pravděpodobně k posílenému střežení Solní branky a solního skladu.

## Novodobý stav
Bašta byla od svého vzniku opakovaně přestavována. Soudobý stav je důsledkem přestavby v letech 1833–1835, kdy se stala součástí komplexu patřícího k nově postavené empírové budově c. k. hlavního celního úřadu – Kamerálu (k němu náležela i Kruhová bašta). Oproti původní podobě je užší.

## Historie využití
Původní obranné účely ztratily budějovické hradební věže na přelomu 18. a 19. století, kdy začala éra jejich přestaveb a bourání. Hranatá bašta byla ve 30. letech 19. století uzpůsobena potřebám Kamerálu. Po roce 1918 začalo jeho sídlo využívat Okresní finanční ředitelství. 1949 následovalo zrušení finančních úřadů a o rok později areál převzalo ředitelství Jihočeských cihelen a vápenic. Ty byly 1952 rozděleny, takže objekt zůstal až do roku 1975 v užívání n. p. Jihočeské cihelny. Baštu následně držel ve svém majetku Kovopodnik. Po roce 1989 se zde vystřídalo několik institucí – od Kovopodniku transformovaného v akciovou společnost přes Plynoservis, Svaz žen, stavební spořitelnu, reklamní agentury, realitní kancelář, okresní výbor ČSSD a jiné, až do poslední rekonstrukce, od níž je objekt využíván restaurací.

### Související
- Opevnění Českých Budějovic